# Литвиньская, Аполония
Аполония Литвиньская (урожд. Осикович; пол. Apolonia Litwińska, 25 июля 1928, Залуже, Лодзинское воеводство — 30 января 2021 года, Вроцлав) — польская шахматистка, национальный мастер (1953).
Чемпионка Польши 1961 г. Серебряный призёр чемпионата Польши 1952 года. (разделила 1—2 места с К. Холуй и проиграла дополнительный матч со счетом 1½ : 4½). Бронзовый призёр чемпионатов Польши 1951 и 1969 гг. Всего в период с 1950 по 1982 гг. участвовала в 19 чемпионатах страны.
В составе сборной клуба «Kolejarz Kraków» победительница командного чемпионата Польши 1951 г., серебряный призёр командного чемпионата Польши 1953 г. Позже выступала за клуб «Górnik Wałbrzych».